# RDNA 2
RDNA 2 é uma microarquitetura de GPU projetada pela AMD, lançada com a série Radeon RX 6000 em 18 de novembro de 2020. Além de alimentar a série RX 6000, RDNA 2 também é apresentado nos SoCs projetados pela AMD para consolas PlayStation 5 e Xbox Series X/S.

## Background
Em 7 de julho de 2019, a AMD lançou a primeira iteração da microarquitetura RDNA, uma nova arquitetura gráfica projetada especificamente para jogos que substituiu a antiga microarquitetura Graphics Core Next (GCN). Com o RDNA, a AMD procurou reduzir a latência e melhorar a eficiência energética em relação à sua série Vega anterior baseada na 5ª geração GCN e na microarquitetura Turing concorrente da Nvidia.
O RDNA 2 foi anunciado publicamente pela primeira vez em janeiro de 2020, com a AMD inicialmente chamando o RDNA 2 de uma "atualização" da arquitetura RDNA original do ano anterior. No Dia dos Analistas Financeiros da AMD, realizado em 5 de março de 2020, a AMD mostrou um roteiro de GPU cliente que dava detalhes sobre o sucessor do RDNA, RDNA 2, que seria novamente construído usando o processo de 7 nm da TSMC e seria lançado em 2020. A AMD disse a seus investidores que pretendia um aumento de 50% no desempenho por watt e aumentou o IPC com a microarquitetura RDNA 2.
Em 28 de outubro de 2020, a AMD realizou um evento online de inauguração da arquitetura RDNA 2 e da série Radeon RX 6000. O evento aconteceu 20 dias após o evento de lançamento da AMD para os processadores da série Ryzen 5000 construídos na microarquitetura Zen 3.

## Detalhes arquitetônicos

### Unidade de computação
RDNA 2 contém um aumento significativo no número de unidades de computação (CUs) com um máximo de 80, uma duplicação do máximo de 40 na Radeon RX 5700 XT. Cada unidade de computação contém 64 núcleos de shader. As CUs são organizadas em grupos de dois processadores de grupo de trabalho nomeados com 32 KB de cache L0 compartilhado por WGP. Cada CU contém dois conjuntos de uma unidade vetorial SIMD32, uma unidade escalar SISD, unidades de texturas e uma pilha de vários caches. Novos tipos de dados de baixa precisão, como INT4 e INT8, são novos tipos de dados suportados para CUs RDNA 2.
O pipeline gráfico RDNA 2 foi reconfigurado e reordenado para maior desempenho por watt e renderização mais eficiente, movendo os caches para mais perto dos mecanismos de sombreamento. Um novo modelo de shaders de malha permite que a renderização de shaders seja feita em paralelo usando lotes menores de primitivos chamados "meshlets". Como resultado, o recurso mesh shaders permite maior controle do pipeline de geometria da GPU.

### Ray tracing
O ray tracing acelerado por hardware em tempo real é um novo recurso do RDNA 2 que é gerenciado por um acelerador de raios dedicado dentro de cada CU. O Ray Tracing no RDNA 2 depende do protocolo DirectX Raytracing, mais aberto, em vez do protocolo Nvidia RTX.
Em fevereiro de 2023, foi relatado que as atualizações de driver aumentaram o desempenho do ray tracing em até 40% usando DirectX Raytracing.

### Clock speeds
Com o RDNA 2 usando o mesmo nó de 7 nm do RDNA, a AMD afirma que o RDNA 2 atinge um aumento de frequência de 30% em relação ao seu antecessor, usando a mesma potência.

### Subsistema de cache e memória
Além dos tradicionais caches L1 e L2 que as GPUs possuem, o RDNA 2 adiciona um novo cache L3 global que a AMD chama de “Infinity Cache”. A AMD afirma que os 128 MB de Infinity Cache on-die do RDNA 2 "reduzem drasticamente a latência e o consumo de energia". A GPU tendo acesso a um grande cache L2 ou L3 permite acessar mais rapidamente os dados necessários em comparação com o acesso à VRAM ou RAM do sistema. O Infinity Cache é composto por dois conjuntos de cache de 64 MB que podem funcionar em sua própria frequência, independente dos núcleos da GPU. O Infinity Cache tem uma largura de banda de transferência interna máxima de 1.986,6 GB/s e resulta em menos dependência dos controladores GDDR6 da GPU. Cada Shader Engine agora possui dois conjuntos de caches L1. O grande cache das GPUs RDNA 2 proporciona uma largura de banda de memória geral maior em comparação com as GPUs da série GeForce RTX 30 da Nvidia.

### Eficiência energética
A AMD afirma que o RDNA 2 atinge um aumento de até 54% no desempenho por watt em relação à primeira microarquitetura RDNA. 21% dessa melhoria de 54% é atribuída a melhorias de desempenho por clock, em parte devido à adição do Infinity Cache.

### Mecanismo de mídia
O RDNA 2 usa os blocos de decodificação de vídeo VCN 3.0, VCN 3.1, e VCN 3.1.2 em seu mecanismo de mídia. Ele adiciona suporte para decodificação AV1 com resolução de até 8K, embora o suporte de codificação de hardware AV1 não viria até RDNA 3 em 2022. No entanto, o die Navi 24 de baixo custo não contém quaisquer codificadores de mídia e, como resultado, não pode decodificar AV1.

## Dies Navi 2x
|                                                              |                                                              | Navi 21                                          | Navi 22                             | Navi 23                                                   | Navi 24                                                |
| ------------------------------------------------------------ | ------------------------------------------------------------ | ------------------------------------------------ | ----------------------------------- | --------------------------------------------------------- | ------------------------------------------------------ |
| Lançamento                                                   | Lançamento                                                   | 18 de novembro de 2020                           | 18 de março de 2021                 | 11 de agosto de 2021                                      | 19 de janeiro de 2022                                  |
| Codiname                                                     | Codiname                                                     | Sienna Cichlid                                   | Navy Flounder                       | Dimgrey Cavefish                                          | Beige Goby                                             |
| Unidades de computação (processadores Stream) [núcleos FP32] | Unidades de computação (processadores Stream) [núcleos FP32] | 80 (5120) [10240]                                | 40 (2560) [5120]                    | 32 (2048) [4096]                                          | 16 (1024) [2048]                                       |
| Processo                                                     | Processo                                                     | TSMC N7                                          | TSMC N7                             | TSMC N7                                                   | TSMC N6                                                |
| Transistores                                                 | Transistores                                                 | 26.8B                                            | 17.2B                               | 11.06B                                                    | 5.4B                                                   |
| Densidade do transistor                                      | Densidade do transistor                                      | 51.5 MTr/mm2                                     | 51.3 MTr/mm2                        | 46.7 MTr/mm2                                              | 50.5 MTr/mm2                                           |
| Tamanho da matriz                                            | Tamanho da matriz                                            | 520 mm2                                          | 335 mm2                             | 237 mm2                                                   | 107 mm2                                                |
| TDP máximo                                                   | TDP máximo                                                   | 400 W                                            | 250 W                               | 176 W                                                     | 107 W                                                  |
| Soquete do pacote                                            | Soquete do pacote                                            | BGA 2425                                         | BGA 1701                            | BGA 1269                                                  | Desconhecido                                           |
| Produtos                                                     | Desktop                                                      | - RX 6800 - RX 6800 XT - RX 6900 XT - RX 6950 XT | - RX 6700 - RX 6700 XT - RX 6750 XT | - RX 6600 - RX 6600 XT - RX 6650 XT                       | - RX 6400 - RX 6500 XT                                 |
| Produtos                                                     | Mobile                                                       | —                                                | - RX 6800M - RX 6850M XT            | - RX 6600S - RX 6600M - RX 6650M - RX 6650M XT - RX 6700S | - RX 6300M - RX 6450M - RX 6500M - RX 6550S - RX 6550M |
| Produtos                                                     | Workstation (desktop)                                        | - W6800 - W6800X - W6800X Duo - W6900X           | —                                   | - W6600 - W6600X                                          | - W6300 - W6400                                        |
| Produtos                                                     | Workstation (mobile)                                         | —                                                | —                                   | - W6600M                                                  | - W6300M - W6500M                                      |

## Produtos

### Desktop
| Modelo (Codinome)           | Data de lançamento e preço                          | Arquitetura Fab | Transistores e Tamanho da matriz | Core                  | Core        | Taxa de preenchimento | Taxa de preenchimento | Poder de processamento (GFLOPS) | Poder de processamento (GFLOPS) | Poder de processamento (GFLOPS) | Cache Infinito | Cache Infinito          | Memória   | Memória                 | Memória                      | Memória      | TBP         | Interface de barramento |
| Modelo (Codinome)           | Data de lançamento e preço                          | Arquitetura Fab | Transistores e Tamanho da matriz | Config                | Clock (MHz) | Textura (GT/s)        | Pixel (GP/s)          | Half                            | Single                          | Double                          | Tamanho        | Largura de banda (GB/s) | Tamanho   | Largura de banda (GB/s) | Tipo e largura do barramento | Clock (MT/s) | TBP         | Interface de barramento |
| --------------------------- | --------------------------------------------------- | --------------- | -------------------------------- | --------------------- | ----------- | --------------------- | --------------------- | ------------------------------- | ------------------------------- | ------------------------------- | -------------- | ----------------------- | --------- | ----------------------- | ---------------------------- | ------------ | ----------- | ----------------------- |
| Radeon RX 6400 (Navi 24)    | 19 de janeiro de 2022 $159 USD                      | RDNA 2 TSMC N6  | 5.4×109 107 mm2                  | 768:48:32:12 12 CU    | 1923 2321   | 92.3 111.4            | 61.5 74.3             | 5,907 7,130                     | 2,954 3,565                     | 184.6 222.8                     | 16 MB          | 208.0                   | 4 GB      | 128                     | GDDR6 64-bit                 | 16000        | 53 W        | PCIe 4.0 ×4             |
| Radeon RX 6500 XT (Navi 24) | 19 de janeiro de 2022 $199 USD (4GB) $219 USD (8GB) | RDNA 2 TSMC N6  | 5.4×109 107 mm2                  | 1024:64:32:16 16 CU   | 2310 2815   | 147.8 180.2           | 73.9 90.1             | 9,462 11,530                    | 4,731 5,765                     | 295.6 360.3                     | 16 MB          | 232.0                   | 4 GB 8 GB | 144                     | GDDR6 64-bit                 | 18000        | 107 W 113 W | PCIe 4.0 ×4             |
| Radeon RX 6600 (Navi 23)    | 13 de outubro de 2021 $329 USD                      | RDNA 2 TSMC N7  | 11.06×109 237 mm2                | 1792:112:64:28 28 CU  | 1626 2491   | 228.9 279.0           | 104.1 159.4           | 14,654 17,860                   | 7,325 8,928                     | 457.8 558.0                     | 32 MB          | 412.9                   | 8 GB      | 224                     | GDDR6 128-bit                | 14000        | 132 W       | PCIe 4.0 ×8             |
| Radeon RX 6600 XT (Navi 23) | 11 de agosto de 2011 $379 USD                       | RDNA 2 TSMC N7  | 11.06×109 237 mm2                | 2048:128:64:32 32 CU  | 1968 2589   | 251.9 331.4           | 126.0 165.7           | 16,122 21,209                   | 8,061 10,605                    | 503.8 662.8                     | 32 MB          | 444.9                   | 8 GB      | 256                     | GDDR6 128-bit                | 16000        | 160 W       | PCIe 4.0 ×8             |
| Radeon RX 6650 XT (Navi 23) | 10 de maio de 2022 $399 USD                         | RDNA 2 TSMC N7  | 11.06×109 237 mm2                | 2048:128:64:32 32 CU  | 2055 2635   | 263.0 337.2           | 131.5 168.6           | 16,835 21,586                   | 8,417 10,793                    | 526.1 674.6                     | 32 MB          | 468.9                   | 8 GB      | 280                     | GDDR6 128-bit                | 17500        | 180 W       | PCIe 4.0 ×8             |
| Radeon RX 6700 (Navi 22)    | 9 de junho de 2021 ?                                | RDNA 2 TSMC N7  | 17.2×109 335 mm2                 | 2304:144:64:36 36 CU  | 1941 2450   | 279.5 352.8           | 124.2 156.8           | 17,888 22,579                   | 8,944 11,290                    | 559.0 705.6                     | 80 MB          | 1065.0                  | 10 GB     | 320                     | GDDR6 160-bit                | 16000        | 175 W       | PCIe 4.0 ×16            |
| Radeon RX 6700 XT (Navi 22) | 18 de março de 2021 $479 USD                        | RDNA 2 TSMC N7  | 17.2×109 335 mm2                 | 2560:160:64:40 40 CU  | 2321 2581   | 371.4 413.0           | 148.5 165.2           | 23,767 26,429                   | 11,884 13,215                   | 742.7 825.9                     | 96 MB          | 1278.0                  | 12 GB     | 384                     | GDDR6 192-bit                | 16000        | 230 W       | PCIe 4.0 ×16            |
| Radeon RX 6750 XT (Navi 22) | 10 de maio de 2022 $549 USD                         | RDNA 2 TSMC N7  | 17.2×109 335 mm2                 | 2560:160:64:40 40 CU  | 2150 2600   | 344.0 416.0           | 137.6 166.4           | 22,016 26,624                   | 11,008 13,312                   | 688.0 832.0                     | 96 MB          | 1326.0                  | 12 GB     | 432                     | GDDR6 192-bit                | 18000        | 250 W       | PCIe 4.0 ×16            |
| Radeon RX 6800 (Navi 21)    | 18 de novembro de 2020 $579 USD                     | RDNA 2 TSMC N7  | 26.8×109 520 mm2                 | 3840:240:96:60 60 CU  | 1700 2105   | 408.0 505.2           | 163.2 202.1           | 26,112 32,333                   | 13,056 16,166                   | 816 1,010                       | 128 MB         | 1432.6                  | 16 GB     | 512                     | GDDR6 256-bit                | 16000        | 250 W       | PCIe 4.0 ×16            |
| Radeon RX 6800 XT (Navi 21) | 18 de novembro de 2020 $649 USD                     | RDNA 2 TSMC N7  | 26.8×109 520 mm2                 | 4608:288:128:72 72 CU | 1825 2250   | 525.6 648.0           | 233.6 288.0           | 33,638 41,472                   | 16,819 20,736                   | 1,051 1,296                     | 128 MB         | 1664.2                  | 16 GB     | 512                     | GDDR6 256-bit                | 16000        | 300 W       | PCIe 4.0 ×16            |
| Radeon RX 6900 XT (Navi 21) | 8 de dezembro de 2020 $999 USD                      | RDNA 2 TSMC N7  | 26.8×109 520 mm2                 | 5120:320:128:80 80 CU | 1825 2250   | 584.0 720.0           | 233.6 288.0           | 37,376 46,080                   | 18,688 23,040                   | 1,168 1,440                     | 128 MB         | 1664.2                  | 16 GB     | 512                     | GDDR6 256-bit                | 16000        | 300 W       | PCIe 4.0 ×16            |
| Radeon RX 6950 XT (Navi 21) | 10 de maio de 2022 $1,099 USD                       | RDNA 2 TSMC N7  | 26.8×109 520 mm2                 | 5120:320:128:80 80 CU | 1890 2310   | 604.8 739.2           | 241.9 295.7           | 38,707 47,309                   | 19,354 23,654                   | 1,210 1,478                     | 128 MB         | 1793.5                  | 16 GB     | 576                     | GDDR6 256-bit                | 18000        | 335 W       | PCIe 4.0 ×16            |

1. 1 2 3  Valores de boost (se disponíveis) são indicados abaixo do valor base em itálico.
2. ↑  A taxa de preenchimento da textura é calculada como o número de Unidades de mapeamento de textura multiplicado pela velocidade básica (ou boost) do clock do núcleo.
3. ↑  A taxa de preenchimento de pixel é calculada como o número de Unidades de saída de renderização multiplicado pela velocidade de clock base (ou boost) do núcleo.
4. ↑  O desempenho de precisão é calculado a partir da velocidade básica (ou boost) do clock do núcleo com base em uma operação FMA.
5. ↑  Shaders Unificados: Unidades de Mapeamento de Textura: Unidades de Saída de Renderização e unidade de computação (CU)
6. 1 2  Falta codificador de vídeo de hardware

### Mobile
| Modelo (Codinome)            | Data de lançamento e preço | Arquitetura Fab | Transistores e Tamanho da matriz | Core                 | Core        | Taxa de preenchimento | Taxa de preenchimento | Poder de processamento (GFLOPS) | Poder de processamento (GFLOPS) | Poder de processamento (GFLOPS) | Cache Infinito | Memória | Memória                 | Memória                      | Memória      | HW Decoder | HW Decoder | HW Decoder | HW Encoder | HW Encoder | HW Encoder | TDP    | Interface de barramento |
| Modelo (Codinome)            | Data de lançamento e preço | Arquitetura Fab | Transistores e Tamanho da matriz | Config               | Clock (MHz) | Textura (GT/s)        | Pixel (GP/s)          | Half                            | Single                          | Double                          | Cache Infinito | Tamanho | Largura de banda (GB/s) | Tipo e largura do barramento | Clock (MT/s) | AV1        | H265       | 4K H264    | AV1        | H265       | 4K H264    | TDP    | Interface de barramento |
| ---------------------------- | -------------------------- | --------------- | -------------------------------- | -------------------- | ----------- | --------------------- | --------------------- | ------------------------------- | ------------------------------- | ------------------------------- | -------------- | ------- | ----------------------- | ---------------------------- | ------------ | ---------- | ---------- | ---------- | ---------- | ---------- | ---------- | ------ | ----------------------- |
| Radeon RX 6300M (Navi 24)    | 4 de janeiro de 2022       | RDNA 2 TSMC N6  | 5.4×109 107 mm2                  | 768:64:32:12 12 CU   | 1512        | 97.76                 | 48.38                 | 6,270                           | 3,130                           | 195.6                           | 8 MB           | 2 GB    | 64                      | GDDR6 32-bit                 | 16000        | Não        | Sim        | Sim        | Não        | Não        | Não        | 25 W   | PCIe 4.0 ×4             |
| Radeon RX 6450M (Navi 24)    | 4 de janeiro de 2023       | RDNA 2 TSMC N6  | 5.4×109 107 mm2                  | 768:64:32:12 12 CU   | 2220        | 118.10                | 71.04                 | 7,600                           | 3,780                           | 236.3                           | 16 MB          | 4 GB    | 128                     | GDDR6 64-bit                 | 16000        | Não        | Sim        | Sim        | Não        | Não        | Não        | 50 W   | PCIe 4.0 ×4             |
| Radeon RX 6550S (Navi 24)    | 4 de janeiro de 2023       | RDNA 2 TSMC N6  | 5.4×109 107 mm2                  | 1024:64:32:16 16 CU  | 2170        | 154.20                | 69.44                 | 9,900                           | 4,900                           | 306.3                           | 16 MB          | 4 GB    | 128                     | GDDR6 64-bit                 | 16000        | Não        | Sim        | Sim        | Não        | Não        | Não        | 50 W   | PCIe 4.0 ×4             |
| Radeon RX 6500M (Navi 24)    | 4 de janeiro de 2022       | RDNA 2 TSMC N6  | 5.4×109 107 mm2                  | 1024:64:32:16 16 CU  | 2191        | 155.7                 | 70.11                 | 9,970                           | 4,980                           | 311.2                           | 16 MB          | 4 GB    | 128                     | GDDR6 64-bit                 | 16000        | Não        | Sim        | Sim        | Não        | Não        | Não        | 50 W   | PCIe 4.0 ×4             |
| Radeon RX 6550M (Navi 24)    | 4 de janeiro de 2023       | RDNA 2 TSMC N6  | 5.4×109 107 mm2                  | 1024:64:32:16 16 CU  | 2560        | 182.10                | 81.92                 | 11,600                          | 5,800                           | 362.5                           | 16 MB          | 4 GB    | 144                     | GDDR6 64-bit                 | 18000        | Não        | Sim        | Sim        | Não        | Não        | Não        | 80 W   | PCIe 4.0 ×4             |
| Radeon RX 6600S (Navi 23)    | 4 de janeiro de 2022       | RDNA 2 TSMC N7  | 11.06×109 237 mm2                | 1792:128:64:28 28 CU | 1881        | 244.2                 | 120.3                 | 15,630                          | 7,810                           | 448.1                           | 32 MB          | 4 GB    | 224                     | GDDR6 128-bit                | 14000        | Yes        | Sim        | Sim        | Não        | Yes        | Yes        | 80 W   | PCIe 4.0 ×8             |
| Radeon RX 6700S (Navi 23)    | 4 de janeiro de 2022       | RDNA 2 TSMC N7  | 11.06×109 237 mm2                | 1792:128:64:28 28 CU | 1890        | 247.5                 | 120.9                 | 15,840                          | 7,920                           | 495.0                           | 32 MB          | 8 GB    | 224                     | GDDR6 128-bit                | 14000        | Yes        | Sim        | Sim        | Não        | Yes        | Yes        | 80 W   | PCIe 4.0 ×8             |
| Radeon RX 6600M (Navi 23)    | 31 de maio de 2021         | RDNA 2 TSMC N7  | 11.06×109 237 mm2                | 1792:128:64:28 28 CU | 2177        | 274.2                 | 139.3                 | 17,550                          | 7,800                           | 487.5                           | 32 MB          | 8 GB    | 224                     | GDDR6 128-bit                | 14000        | Yes        | Sim        | Sim        | Não        | Yes        | Yes        | 100 W  | PCIe 4.0 ×8             |
| Radeon RX 6650M (Navi 23)    | 4 de janeiro de 2022       | RDNA 2 TSMC N7  | 11.06×109 237 mm2                | 1792:128:64:28 28 CU | 2222        | 276.6                 | 139.3                 | 17,700                          | 8,850                           | 553.1                           | 32 MB          | 8 GB    | 256                     | GDDR6 128-bit                | 16000        | Yes        | Sim        | Sim        | Não        | Yes        | Yes        | 120 W  | PCIe 4.0 ×8             |
| Radeon RX 6800S (Navi 23)    | 4 de janeiro de 2022       | RDNA 2 TSMC N7  | 11.06×109 237 mm2                | 2048:128:64:32 32 CU | 1975        | 288.0                 | 134.4                 | 18,430                          | 9,220                           | 576.5                           | 32 MB          | 8 GB    | 256                     | GDDR6 128-bit                | 16000        | Yes        | Sim        | Sim        | Não        | Yes        | Yes        | 100 W  | PCIe 4.0 ×8             |
| Radeon RX 6650M XT (Navi 23) | 4 de janeiro de 2022       | RDNA 2 TSMC N7  | 11.06×109 237 mm2                | 2048:128:64:32 32 CU | 2162        | 311.5                 | 142.2                 | 19,940                          | 9,970                           | 623.1                           | 32 MB          | 8 GB    | 256                     | GDDR6 128-bit                | 16000        | Yes        | Sim        | Sim        | Não        | Yes        | Yes        | 120 W  | PCIe 4.0 ×8             |
| Radeon RX 6700M (Navi 22)    | 31 de maio de 2021         | RDNA 2 TSMC N7  | 17.2×109 335 mm2                 | 2304:144:64:32 36 CU | 2300        | 331.4                 | 147.2                 | 21,209                          | 10,605                          | 662.1                           | 80 MB          | 10 GB   | 320                     | GDDR6 160-bit                | 16000        | Yes        | Sim        | Sim        | Não        | Yes        | Yes        | 135 W  | PCIe 4.0 ×16            |
| Radeon RX 6800M (Navi 22)    | 31 de maio de 2021         | RDNA 2 TSMC N7  | 17.2×109 335 mm2                 | 2560:160:64:40 40 CU | 2300        | 368.0                 | 147.2                 | 23,550                          | 11,780                          | 736.2                           | 96 MB          | 12 GB   | 384                     | GDDR6 192-bit                | 16000        | Yes        | Sim        | Sim        | Não        | Yes        | Yes        | 145+ W | PCIe 4.0 ×16            |
| Radeon RX 6850M XT (Navi 22) | 4 de janeiro de 2022       | RDNA 2 TSMC N7  | 17.2×109 335 mm2                 | 2560:160:64:40 40 CU | 2463        | 415.6                 | 157.6                 | 26,430                          | 13,210                          | 825.6                           | 96 MB          | 12 GB   | 432                     | GDDR6 192-bit                | 18000        | Yes        | Sim        | Sim        | Não        | Yes        | Yes        | 165 W  | PCIe 4.0 ×16            |

1. 1 2 3  Valores de boost (se disponíveis) são indicados abaixo do valor base em itálico.
2. ↑  A taxa de preenchimento da textura é calculada como o número de Unidades de mapeamento de textura multiplicado pela velocidade básica (ou boost) do clock do núcleo.
3. ↑  A taxa de preenchimento de pixel é calculada como o número de Unidades de saída de renderização multiplicado pela velocidade de clock base (ou boost) do núcleo.
4. ↑  O desempenho de precisão é calculado a partir da velocidade básica (ou boost) do clock do núcleo com base em uma operação FMA.
5. ↑  Shaders Unificados: Unidades de Mapeamento de Textura: Unidades de Saída de Renderização, Aceleradores Ray e unidade de computação (CU)
6. 1 2  Não possui codificador de vídeo de hardware.

### Workstation

#### Desktop Workstation
| Modelo (Codinome)          | Data de lançamento e preço     | Arquitetura Fab | Transistores e Tamanho da matriz | Core                 | Core        | Taxa de preenchimento | Taxa de preenchimento | Poder de processamento (GFLOPS) | Poder de processamento (GFLOPS) | Poder de processamento (GFLOPS) | Cache Infinito | Memória      | Memória                 | Memória                      | Memória      | TDP   | Interface de barramento | Portas de saída gráfica |
| Modelo (Codinome)          | Data de lançamento e preço     | Arquitetura Fab | Transistores e Tamanho da matriz | Config               | Clock (MHz) | Textura (GT/s)        | Pixel (GP/s)          | Half                            | Single                          | Double                          | Cache Infinito | Tamanho (GB) | Largura de banda (GB/s) | Tipo e largura do barramento | Clock (MT/s) | TDP   | Interface de barramento | Portas de saída gráfica |
| -------------------------- | ------------------------------ | --------------- | -------------------------------- | -------------------- | ----------- | --------------------- | --------------------- | ------------------------------- | ------------------------------- | ------------------------------- | -------------- | ------------ | ----------------------- | ---------------------------- | ------------ | ----- | ----------------------- | ----------------------- |
| Radeon Pro W6300 (Navi 24) | Outubro de 2022 ?              | RDNA 2 TSMC N6  | 5.4×109 107 mm2                  | 768:48:32:12 12 CU   | 1512 2040   | 72.58 97.92           | 48.38 65.28           | 4,644 6,267                     | 2.322 3,133                     | 145.1 195.8                     | 8 MB           | 2            | 64                      | GDDR6 32-bit                 | 16000        | 25 W  | PCIe 4.0 ×4             | nenhum                  |
| Radeon Pro W6400 (Navi 24) | 19 de janeiro de 2022 $229 USD | RDNA 2 TSMC N6  | 5.4×109 107 mm2                  | 768:48:32:12 12 CU   | 2331        | 111.9                 | 74.59                 | 7,161                           | 3,580                           | 223.8                           | 16 MB          | 4            | 128                     | GDDR6 64-bit                 | 16000        | 50 W  | PCIe 4.0 ×4             | 2× DP 1.4a              |
| Radeon Pro W6600 (Navi 23) | 8 de junho de 2021 $649 USD    | RDNA 2 TSMC N7  | 11.06×109 237 mm2                | 1792:112:64:28 28 CU | 2331 2903   | 261.1 325.1           | 149.2 185.8           | 16,709 20,809                   | 8,354 10,404                    | 522.1 650.3                     | 32 MB          | 8            | 224                     | GDDR6 128-bit                | 14000        | 130 W | PCIe 4.0 ×8             | 4× DP 1.4a              |
| Radeon Pro W6800 (Navi 21) | 8 de junho de 2021 $2,249 USD  | RDNA 2 TSMC N7  | 26.8×109 520 mm2                 | 3840:240:96:60 60 CU | 2075 2320   | 498.0 556.8           | 199.2 222.7           | 31,872 35,635                   | 15,936 17,818                   | 996.0 1,114                     | 128 MB         | 32           | 512                     | GDDR6 256-bit                | 16000        | 250 W | PCIe 4.0 ×16            | 6× miniDP 1.4a          |

1. 1 2 3  Valores de boost (se disponíveis) são indicados abaixo do valor base em itálico.
2. ↑  A taxa de preenchimento da textura é calculada como o número de Unidades de mapeamento de textura multiplicado pela velocidade básica (ou boost) do clock do núcleo.
3. ↑  A taxa de preenchimento de pixel é calculada como o número de Unidades de saída de renderização multiplicado pela velocidade de clock base (ou boost) do núcleo.
4. ↑  O desempenho de precisão é calculado a partir da velocidade básica (ou boost) do clock do núcleo com base em uma operação FMA.
5. ↑  Shaders Unificados: Unidades de Mapeamento de Textura: Unidades de Saída de Renderização, Aceleradores Ray e unidade de computação (CU)

| 2× | 26.8×109 520 mm2 |

| 2× | 3840:240:96:60 60 CU |

| 2× | 432.0 474.9 |

| 2× | 172.8 189.9 |

| 2× | 27,648 30,397 |

| 2× | 13,824 15,199 |

| 2× | 864.0 949.9 |

1. 1 2 3  Valores de boost (se disponíveis) são indicados abaixo do valor base em itálico.
2. ↑  A taxa de preenchimento da textura é calculada como o número de Unidades de mapeamento de textura multiplicado pela velocidade básica (ou boost) do clock do núcleo.
3. ↑  A taxa de preenchimento de pixel é calculada como o número de Unidades de saída de renderização multiplicado pela velocidade de clock base (ou boost) do núcleo.
4. ↑  O desempenho de precisão é calculado a partir da velocidade básica (ou boost) do clock do núcleo com base em uma operação FMA.
5. ↑  Shaders Unificados: Unidades de Mapeamento de Textura: Unidades de Saída de Renderização, Aceleradores Ray e unidade de computação (CU)

#### Mobile Workstation
| Modelo (Codinome)           | Data de lançamento    | Arquitetura Fab | Transistores e Tamanho da matriz | Core                 | Core        | Taxa de preenchimento | Taxa de preenchimento | Poder de processamento (GFLOPS) | Poder de processamento (GFLOPS) | Poder de processamento (GFLOPS) | Cache Infinito | Memória      | Memória                 | Memória                      | Memória      | TDP     | Interface de barramento |
| Modelo (Codinome)           | Data de lançamento    | Arquitetura Fab | Transistores e Tamanho da matriz | Config               | Clock (MHz) | Textura (GT/s)        | Pixel (GP/s)          | Half                            | Single                          | Double                          | Cache Infinito | Tamanho (GB) | Largura de banda (GB/s) | Tipo e largura do barramento | Clock (MT/s) | TDP     | Interface de barramento |
| --------------------------- | --------------------- | --------------- | -------------------------------- | -------------------- | ----------- | --------------------- | --------------------- | ------------------------------- | ------------------------------- | ------------------------------- | -------------- | ------------ | ----------------------- | ---------------------------- | ------------ | ------- | ----------------------- |
| Radeon Pro W6300M (Navi 24) | 19 de janeiro de 2022 | RDNA 2 TSMC N6  | 5.4×109 107 mm2                  | 768:48:32:12 12 CU   | 2214        | 106.3                 | 70.8                  | 6,801                           | 3,401                           | 212.5                           | 8 MB           | 2            | 64                      | GDDR6 32-bit                 | 14000        | 25 W    | PCIe 4.0 ×4             |
| Radeon Pro W6500M (Navi 24) | 19 de janeiro de 2022 | RDNA 2 TSMC N6  | 5.4×109 107 mm2                  | 1024:64:32:16 16 CU  | 2588        | 165.6                 | 82.8                  | 10,478                          | 5,239                           | 327.4                           | 16 MB          | 4            | 128                     | GDDR6 64-bit                 | 14000        | 35-50 W | PCIe 4.0 ×4             |
| Radeon Pro W6600M (Navi 23) | 8 de junho de 2021    | RDNA 2 TSMC N7  | 11.06×109 237 mm2                | 1792:112:64:28 28 CU | 2200 2900   | 246.4 324.8           | 140.8 185.6           | 15,770 20,787                   | 7,885 10,394                    | 492.8 649.6                     | 32 MB          | 8            | 224                     | GDDR6 128-bit                | 14000        | 65-90 W | PCIe 4.0 ×16            |

1. 1 2 3  Valores de boost (se disponíveis) são indicados abaixo do valor base em itálico.
2. ↑  A taxa de preenchimento da textura é calculada como o número de Unidades de mapeamento de textura multiplicado pela velocidade básica (ou boost) do clock do núcleo.
3. ↑  A taxa de preenchimento de pixel é calculada como o número de Unidades de saída de renderização multiplicado pela velocidade de clock base (ou boost) do núcleo.
4. ↑  O desempenho de precisão é calculado a partir da velocidade básica (ou boost) do clock do núcleo com base em uma operação FMA.
5. ↑  Shaders Unificados: Unidades de Mapeamento de Textura: Unidades de Saída de Renderização, Aceleradores Ray e unidade de computação (CU)

### Processadores gráficos integrados (iGPs)
| Modelo          | Lançamento             | Codiname               | Arquitetura & fab | Tamanho da matriz | Core               | Core        | Taxa de preenchimento | Taxa de preenchimento | Poder de processamento (GFLOPS) | Poder de processamento (GFLOPS) | Poder de processamento (GFLOPS) | Cache  | Cache  | Cache | TDP      | CPUs/APUs                           |
| Modelo          | Lançamento             | Codiname               | Arquitetura & fab | Tamanho da matriz | Config             | Clock (MHz) | Textura (GT/s)        | Pixel (GP/s)          | Half                            | Single                          | Double                          | L0     | L1     | L2    | TDP      | CPUs/APUs                           |
| --------------- | ---------------------- | ---------------------- | ----------------- | ----------------- | ------------------ | ----------- | --------------------- | --------------------- | ------------------------------- | ------------------------------- | ------------------------------- | ------ | ------ | ----- | -------- | ----------------------------------- |
| Radeon Graphics | 27 de setembro de 2022 | Raphael                | RDNA 2 TSMC N6    | 122 mm2           | 2 CU 128:8:4:2     | 400 2200    | 3.2 17.6              | 1.6 8.8               | 204.8 1126.4                    | 102.4 563.2                     | 6.4 35.2                        | 32 KB  | 128 KB | 2 MB  | 65–170 W | Ryzen 7000 series                   |
| Radeon 610M     | 20 de setembro de 2022 | Mendocino Dragon Range | RDNA 2 TSMC N6    | 100 mm2           | 2 CU 128:8:4:2     | 1500 1900   | 12.0 15.2             | 6.0 7.6               | 768 972.8                       | 384 486.4                       | 24 30.4                         | 32 KB  | 128 KB | 2 MB  | 15–55 W  | Ryzen 7020 series Ryzen 7045 series |
| Radeon 660M     | 4 de janeiro de 2022   | Rembrandt              | RDNA 2 TSMC N6    | 208 mm2           | 6 CU 384:24:16:6   | 1500 1900   | 36.0 45.6             | 24.0 30.4             | 2304 2918.4                     | 1152 1459.2                     | 72 91.2                         | 96 KB  | 384 KB | 2 MB  | 28–54 W  | Ryzen 6000 series Ryzen 7035 series |
| Radeon 680M     | 4 de janeiro de 2022   | Rembrandt              | RDNA 2 TSMC N6    | 208 mm2           | 12 CU 768:48:32:12 | 2000 2200   | 96.0 105.6            | 64.0 70.4             | 6144 6758.4                     | 3072 3379.2                     | 192 211.2                       | 192 KB | 768 KB | 2 MB  | 15–54 W  | Ryzen 6000 series Ryzen 7035 series |

1. 1 2  Chip completo, não apenas o iGP
2. 1 2 3  Boost values (if available) are stated below the base value in italic.
3. ↑  Valores de boost (se disponíveis) são indicados abaixo do valor base em itálico.
4. ↑  A taxa de preenchimento de pixel é calculada como o número de Unidades de saída de renderização multiplicado pela velocidade de clock base (ou boost) do núcleo.
5. ↑  O desempenho de precisão é calculado a partir da velocidade básica (ou boost) do clock do núcleo com base em uma operação FMA.
6. ↑  Shaders Unificados: Unidades de Mapeamento de Textura: Unidades de Saída de Renderização, Aceleradores Ray e unidade de computação (CU)

### Consoles
| Modelo        | Lançamento              | Codiname         | Arquitetura | Fab     | Transistores (bilhões) | Tamanho da matriz | Core                 | Core        | Taxa de preenchimento | Taxa de preenchimento | Poder de processamento (TFLOPS) | Poder de processamento (TFLOPS) | Poder de processamento (TFLOPS) | Cache  | Cache   | Cache | Cache | Memória | Memória | Memória                 | Memória               | Memória                 | TDP   |
| Modelo        | Lançamento              | Codiname         | Arquitetura | Fab     | Transistores (bilhões) | Tamanho da matriz | Config               | Clock (MHz) | Textura (GT/s)        | Pixel (GP/s)          | Half                            | Single                          | Double                          | L0     | L1      | L2    | L3    | Tipo    | Tamanho | Largura de banda (GB/s) | Largura do barramento | Clock de memória (Gb/s) | TDP   |
| ------------- | ----------------------- | ---------------- | ----------- | ------- | ---------------------- | ----------------- | -------------------- | ----------- | --------------------- | --------------------- | ------------------------------- | ------------------------------- | ------------------------------- | ------ | ------- | ----- | ----- | ------- | ------- | ----------------------- | --------------------- | ----------------------- | ----- |
| Steam Deck    | 25 de fevereiro de 2022 | Aerith           | RDNA 2      | TSMC N7 | 2.4                    | 163 mm2           | 8 CU 512:32:16:8     | 1000 1600   | 32.0 51.2             | 16.0 25.6             | 2 3.2                           | 1 1.6                           | 0.063 0.1                       | 128 KB | 512 KB  | 1 MB  | 8 MB  | LPDDR5  | 16 GB   | 88                      | 128-bit               | 5.5                     | 15 W  |
| Xbox Series S | 10 de novembro de 2020  | Project Lockhart | RDNA 2      | TSMC N7 | 8.0                    | 197 mm2           | 20 CU 1280:80:32:20  | 1565        | 125.2                 | 50.08                 | 8.013                           | 4.006                           | 0.25                            | 320 KB | 1.25 MB | 4 MB  | —     | GDDR6   | 8 GB    | 224                     | 128-bit               | 14.0                    | 100 W |
| Xbox Series X | 10 de novembro de 2020  | Project Scarlett | RDNA 2      | TSMC N7 | 15.3                   | 360 mm2           | 52 CU 3328:208:64:52 | 1825        | 379.6                 | 116.8                 | 24.294                          | 12.147                          | 0.759                           | 832 KB | 3.25 MB | 5 MB  | —     | GDDR6   | 10 GB   | 560                     | 320-bit               | 14.0                    | 200 W |
| PlayStation 5 | 12 de novembro de 2020  | Oberon           | RDNA 2      | TSMC N7 | 10.6                   | 308 mm2           | 36 CU 2304:144:64:36 | 2233        | 321.552               | 142.912               | 20.579                          | 10.29                           | 0.643                           | 576 KB | 2.25 MB | 4 MB  | —     | GDDR6   | 16 GB   | 448                     | 256-bit               | 14.0                    | 180 W |
| PlayStation 5 | 28 de setembro de 2022  | Oberon Plus      | RDNA 2      | TSMC N6 | 10.6                   | Desconhecido      | 36 CU 2304:144:64:36 | 2233        | 321.552               | 142.912               | 20.579                          | 10.29                           | 0.643                           | 576 KB | 2.25 MB | 4 MB  | —     | GDDR6   | 16 GB   | 448                     | 256-bit               | 14.0                    | 180 W |

1. 1 2 3  Chip completo, não apenas a GPU
2. 1 2 3  Valores de boost (se disponíveis) são indicados abaixo do valor base em itálico.
3. ↑  A taxa de preenchimento da textura é calculada como o número de Unidades de mapeamento de textura multiplicado pela velocidade básica (ou boost) do clock do núcleo.
4. ↑  A taxa de preenchimento de pixel é calculada como o número de Unidades de saída de renderização multiplicado pela velocidade de clock base (ou boost) do núcleo.
5. ↑  O desempenho de precisão é calculado a partir da velocidade básica (ou boost) do clock do núcleo com base em uma operação FMA.
6. ↑  Shaders Unificados: Unidades de Mapeamento de Textura: Unidades de Saída de Renderização, Aceleradores Ray e unidade de computação (CU)